# Samsung Galaxy S21
Samsung Galaxy S21 – seria smartfonów z systemem Android zaprojektowanych, opracowanych, sprzedawanych i produkowanych przez firmę Samsung Electronics w ramach serii Galaxy S. Galaxy S21 jest następcą serii Galaxy S20. Skład został zaprezentowany podczas wydarzenia Samsung Galaxy Unpacked 14 stycznia 2021 roku.

## Seria S21
Oferta obejmuje trzy urządzenia, gdzie Galaxy S21 jest najtańszy i ma mniejszy ekran. W przeciwieństwie do Galaxy S20 +, Galaxy S21 + jest bardzo podobny pod względem specyfikacji do S21, z wyjątkiem większego wyświetlacza, większej pojemności baterii i tylnej szyby zamiast plastiku. Galaxy S21 Ultra ma jeszcze większy rozmiar ekranu, baterię i wiele innych ulepszeń w porównaniu z innymi modelami, w tym bardziej zaawansowaną konfigurację aparatu podkreśloną przez 108 Główny sensor MP z laserowym autofokusem i wyświetlaczem o wyższej rozdzielczości. S21 Ultra to także pierwszy telefon z serii Galaxy S obsługujący rysik S Pen, choć sprzedawany osobno z ograniczoną funkcjonalnością. 

## Wygląd
Seria Galaxy S21 ma wygląd podobny do swojego poprzednika, z wyświetlaczem Infinity-O z okrągłym wycięciem w górnej środkowej części na przedni aparat do selfie. Tylny panel S21 jest wzmocniony poliwęglanem, podobnie jak S20 FE i Note 20, podczas gdy S21 + i S21 Ultra wykorzystują szkło. Układ tylnych kamer został zintegrowany z obudową telefonu i ma metalową obwódkę; S21 Ultra ma ramkę z włókna węglowego w przypadku ekskluzywnych kolorów.
| Galaxy S21 | Galaxy S21     | Galaxy S21 + | Galaxy S21 +   | Galaxy S21 Ultra | Galaxy S21 Ultra |
| Kolor      | Nazwa          | Kolor        | Nazwa          | Kolor            | Nazwa            |
|            | Phantom White  |              | Phantom Silver |                  | Phantom Silver   |
|            | Phantom Grey   |              | Phantom Black  |                  | Phantom Black    |
|            | Phantom Violet |              | Phantom Violet |                  | Phantom Titanium |
|            | Phantom Pink   |              | Phantom Gold   |                  | Phantom Navy     |
|            |                |              | Phantom Red    |                  | Phantom Brown    |

## Specyfikacje

### Procesor
Linia S21 obejmuje trzy modele o różnych specyfikacjach. Międzynarodowe modele S21 wykorzystują układ Exynos 2100 na chipie, podczas gdy modele amerykańskie, koreańskie i chińskie wykorzystują Qualcomm Snapdragon 888.

### Wyświetlacz
Seria S21 wyposażona jest w wyświetlacz „Dynamic AMOLED” z HDR10 + i technologią „dynamicznego mapowania tonów”. Modele S21 i S21 + mają odpowiednio 6,2 cali i 6,7 cali 1080p, podczas gdy S21 Ultra ma 6,8-calowy wyświetlacz 1440p. Wyświetlacze S21 i S21 + mają płaskie boki, podczas gdy wersja Ultra ma zakrzywione boki, które nachylają się nad poziomymi krawędziami urządzenia. Wszystkie trzy modele oferują zmienną częstotliwość odświeżania, którą po raz pierwszy zastosował Samsung w Note 20 Ultra. Może dostosowywać się w zależności od wyświetlanej treści, włączanej przez bardziej wydajną płytę montażową LTPO. Częstotliwość odświeżania wynosi maksymalnie 120 Hz i minimum 48 Hz w S21 i S21 + lub 10 Hz w S21 Ultra. S21 Ultra obsługuje 120 Hz przy rozdzielczości QHD +, w przeciwieństwie do S20 Ultra, który wymagał od użytkowników przełączenia na rozdzielczość FHD +. Wszystkie modele wykorzystują ulepszony ultradźwiękowy czytnik linii papilarnych na ekranie.

### Pamięć
| Modele    | Galaxy S21 | Galaxy S21 | Galaxy S21 + | Galaxy S21 + | Galaxy S21 Ultra | Galaxy S21 Ultra |
| --------- | ---------- | ---------- | ------------ | ------------ | ---------------- | ---------------- |
|           | RAM        | Pamięć     | RAM          | Pamięć       | RAM              | Pamięć           |
| Wariant 1 | 8 GB       | 128 GB     | 8 GB         | 128 GB       | 12 GB            | 128 GB           |
| Wariant 2 | 8 GB       | 256 GB     | 8 GB         | 256 GB       | 12 GB            | 256 GB           |
| Wariant 3 | -          | -          | -            | -            | 16 GB            | 512 GB           |

S21 i S21+ oferuje 8 GB pamięci RAM z opcjami  128 GB i 256 GB pamięci wewnętrznej. S21 Ultra ma 12 GB pamięci RAM z opcjami 128 GB i 256 GB, a także opcją 16 GB RAM z 512 GB pamięci wewnętrznej. We wszystkich trzech modelach brakuje gniazda na kartę microSD, który był obecny w serii S20.

### Bateria
S21, S21 + i S21 Ultra zawierają odpowiednio baterie 4000 mAh, 4800 mAh i 5000 mAh Li-Po. Wszystkie trzy modele obsługują ładowanie przewodowe przez USB-C do 25 W (przy użyciu USB Power Delivery), a także ładowanie indukcyjne Qi do 15 W. Telefony mają również możliwość ładowania innych urządzeń zgodnych ze standardem Qi z własnego akumulatora S21, oznaczonego jako „Wireless PowerShare”, z mocą do 4,5 W.

### Łączność
Galaxy S21 i S21 + obsługują Wi-Fi 6 i Bluetooth 5.0, podczas gdy Galaxy S21 Ultra obsługuje Wi-Fi 6E i Bluetooth 5.2. Modele S21 + i S21 Ultra obsługują również technologię Ultra Wideband (UWB) do komunikacji bliskiego zasięgu podobnej do NFC (nie mylić z falą 5G mmWave, która jest sprzedawana jako Ultra Wideband przez Verizon). Samsung korzysta z tej technologii w nowej funkcji „SmartThings Find” oraz w nadchodzącym Samsung Galaxy SmartTag +.

### Aparaty
| Modele                   | Modele       | Galaxy S21 i S21 +                   | Galaxy S21 Ultra                      |
| ------------------------ | ------------ | ------------------------------------ | ------------------------------------- |
| Szeroki                  | Specyfikacja | 12 MP, f / 1.8, 26 mm, 1 / 1,76 cala | 108 MP, f / 1.8, 26 mm, 1 / 1,33 cala |
| Szeroki                  | Model        | Samsung S5K2L2                       | Samsung S5KHM3                        |
| Ultraszeroki             | Specyfikacja | 12 MP, f / 2,2, 13 mm, 1 / 2,55 cala | 12 MP, f / 2,2, 13 mm, 1 / 2,55 cala  |
| Ultraszeroki             | Model        | Sony IMX563                          | Sony IMX563                           |
| Teleobiektyw             | Specyfikacja | 64 MP, f / 2,0, 29 mm, 1 / 1,72 cala | 10 MP, f / 2.4, 70 mm, 1 / 3,24 cala  |
| Teleobiektyw             | Model        | Samsung S5KGW2                       | Samsung S5K3J1                        |
| Rozszerzony teleobiektyw | Specyfikacja | -                                    | 10 MP, f / 4,9, 240 mm, 1 / 3,24 cala |
| Rozszerzony teleobiektyw | Model        | -                                    | Samsung S5K3J1                        |
| Z przodu                 | Specyfikacja | 10 MP, f / 2,2, 26 mm, 1 / 3,24 cala | 40 MP, f / 2,2, 26 mm, 1 / 2,8 cala   |
| Z przodu                 | Model        | Sony IMX374                          | Samsung S5KGH1                        |

S21 i S21 + mają podobne konfiguracje kamer do swoich poprzedników, ale korzystają z ulepszonego oprogramowania i przetwarzania obrazu. Obydwa mają szerokokątny czujnik 12 MP, teleobiektyw 64 MP z 3-krotnym zoomem hybrydowym i ultraszerokokątny czujnik 12 MP. S21 Ultra ma nowy czujnik HM3 108 MP z kilkoma ulepszeniami w stosunku do poprzedniego czujnika HM1 108 MP, w tym 12-bitowy HDR. Posiada również dwa teleobiektywy 10 MP z zoomem optycznym 3x i 10x oraz czujnik ultraszerokokątny 12 MP. Przednia kamera wykorzystuje czujnik 10 MP w modelach S21 i S21 + oraz czujnik 40 MP w S21 Ultra. Nagrywanie w rozdzielczości 4K60 jest obsługiwane przez kamerę ultrawide w modelach S21 i S21 + oraz we wszystkich kamerach w S21 Ultra.
Seria Galaxy S21 może nagrywać wideo HDR10 + i obsługiwać HEIF.

#### Obsługiwane tryby wideo
Seria Samsung Galaxy S21 obsługuje następujące tryby wideo:
- 8K przy 24 fps (do 30 fps w S21 Ultra)
- 4K przy 30 / 60fps
- 1080p przy 30/60/240fps
- 720p przy 960 fps (480 fps jest przeskalowane do 960 fps w S21 Ultra)[9][10]

### Oprogramowanie
Wszystkie trzy telefony działają w systemie Android 11 z niestandardową skórką Samsung One UI 3.1 w momencie premiery.
Wszystkie mają Samsung Knox, który zapewnia większe bezpieczeństwo urządzeń.